# Julkalendern i Ríkisútvarpið
Julkalendern (isländska: Jóladagatalið) i Ríkisútvarpið är en, inför jul, årligen återkommande TV-serie i Ríkisútvarpið. Den första kalendern som visades i Ríkisútvarpið var Jólin nálgast í Kærabæ 1988, året därpå visades ingen kalender men 1990 visades Á baðkari til Betlehem som sågs av många. Sen dess med undantag för 1993 visade Ríkisútvarpið bara egenproducerade julkalendrar fram tills 2010 då den NRK-producerade julkalendern Jul i Svingen (isländska: Jól í Snædal) sändes. Sen dess har bara importerade julkalendrar och vissa år repriser visats.
2015 sändes den danska julkalendern Tidsresan (isländska: Tímaflakkið) i textad version vilket väckte negativa reaktioner från tittare. Efterkommande julkalendrar har visats i dubbad version.

## Julkalendern i RÚV genom tiderna
| År   | Titel                               | Anmärkningar                      |
| ---- | ----------------------------------- | --------------------------------- |
| 1988 | Jólin nálgast í Kærabæ              |                                   |
| 1990 | Á baðkari til Betlehem              | Visades i repris 1995, 2004       |
| 1991 | Stjörnustrákur                      | Visades i repris 1998, 2006       |
| 1992 | Tveir á báti                        | Visades i repris 2000             |
| 1994 | Jól á leið til jarðar               | Visades i repris 1999, 2007       |
| 1996 | Hvar er Völundur?                   | Visades i repris 2002, 2012, 2018 |
| 1997 | Klængur sniðugi                     | Visades i repris 2003, 2009       |
| 2005 | Töfrakúlan                          |                                   |
| 2008 | Jólaævintýri Dýrmundar              |                                   |
| 2022 | Randalín og Mundi: Dagar í desember |                                   |

### Utländska julkalendrar
| År   | Titel                                    | Land (kanal)   | Anmärkningar                                        |
| ---- | ---------------------------------------- | -------------- | --------------------------------------------------- |
| 1993 | Jul i Mumindalen                         | Sverige (SVT)  |                                                     |
| 2001 | Leyndardómar jólasveinsins               |                |                                                     |
| 2010 | Jul i Svingen (Jól í Snædal)             | Norge (NRK)    | Visades i repris 2020                               |
| 2011 | Pakten (Pagten)                          | Danmark (DR)   | Visades i repris 2016                               |
| 2013 | Julkungen (Jólakóngurinn)                | Norge (NRK)    | Visades i repris 2019                               |
| 2014 | Jesus och Josefine (Jesú og Jósefína)    | Danmark (TV 2) | Visades ursprungligen 2004 i Stöð 2                 |
| 2015 | Tidsresan (Tímaflakkið)                  | Norge (NRK)    | Visades i originalversion med isländska undertexter |
| 2016 | Absalons hemlighet (Leyndarmál Absalons) | Danmark (DR)   |                                                     |
| 2017 | Snöfall (Snæholt)                        | Norge (NRK)    | Visades i repris 2019 och 2024                      |
| 2018 | Den andra världen (Annar heimur)         | Danmark (DR)   |                                                     |
| 2021 | Selmas saga (Saga Selmu)                 | Sverige (SVT)  |                                                     |
| 2021 | Julfeber (Jólasótt)                      | Danmark (DR)   | Visades i originalversion med isländska undertexter |

### Fotnoter
- ”Vilja íslenskt dagatal í Sarpinn” (på isländska). 2 december 2015. https://www.mbl.is/frettir/innlent/2015/12/02/vilja_islenskt_dagatal_i_sarpinn/. Läst 11 september 2020.